# Urania Mella Serrano

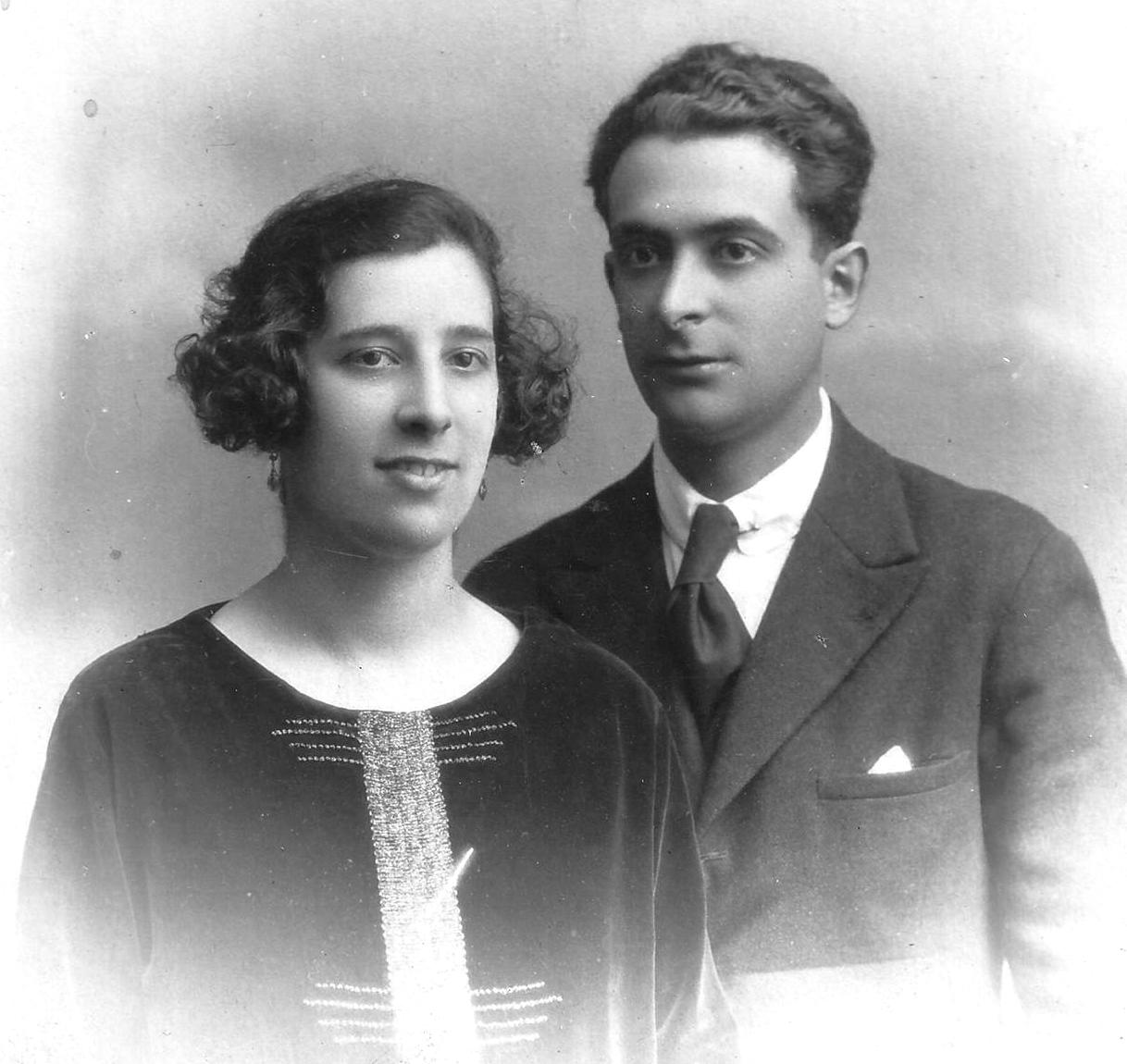
Urania Mella und Humberto Solleiro

Urania Mella Serrano (* 15. November 1899 in Vigo; † 26. Mai 1945 in Lugo) war eine galicische Politikerin und Vorläuferin des Feminismus. Sie war die Präsidentin der Antifaschistischen Frauen Union, die 1936 in Spanien 50.000 Mitglieder zählte und eine Sektion der internationalen Frauenvereinigung gegen Krieg und Faschismus war. Sie war auch Mitglied der Internationalen Roten Hilfe.

## Leben
Urania Mella Serrano wurde 1899 in Vigo geboren. Sie hatte zwölf Brüder. Ihr Vater war der anarchistische Intellektuelle Ricardo Mella Cea. Ihre Mutter war Esperanza Serrano, die Tochter von Juan Serrano Oteiza, einem bekannten Anarchisten aus Madrid und Herausgeber des Magazins Revista Social. Sie erhielt eine moderne nicht religiös geprägte Erziehung und studierte Bildende Kunst an der School of Arts and Crafts in Vigo.
Sie war sozial und kulturell stark engagiert und setzte sich unter anderem dafür ein, analphabetischen Frauen Lesen und Schreiben beizubringen.
Urania Mella war mit Solleiro Humberto Rivera (1896–1936) verheiratet und hatte vier Kinder.
Nachdem Militärputsch von 1936 wurde Urania Mella von den Behörden wegen ihres sozialen Engagements verfolgt. Sie musste mit ihrem Ehemann nach Redonela fliehen, wo beide schließlich verhaftet und durch ein Kriegsgericht zum Tode verurteilt wurden. Urania Mellas Urteil wurde später in eine 12-jährige Haftstrafe umgewandelt. Das Urteil ihres Mannes Solleiro Humberto Rivera wurde jedoch vollstreckt.
Sie wurde im Gefängnis von Santurrarán Gipuzkoa inhaftiert. Nach neun Jahren wurde sie freigelassen. Einen Monat nach ihrer Entlassung starb sie mit 45 Jahren in Lugo an einem Gehirntumor.